# Дадабаева, Матлюба
Матлюба Дадабаева (Мавлюда Халилова; род. 15 октября 1955 или 5 октября 1955, Чустский район, Наманганская область) — узбекская певица, Народная артистка Узбекистана (2007), Народная артистка Таджикистана (2018).

## Биография
Матлюба Дадабаева родилась 5 октября 1955 года в селе Варзик Чустского района Наманганской области. Окончив таджикскую школу № 13 в селе Варзик, в 1973 году поступила в Театрально-художественный институт имени Островского в Ташкенте, а на третьем курсе была принята в ансамбль Комитета телевидения и радио Узбекистана. В этой школе Матлуба училась у Арифа Алимахсумова, Эхсона Лутфуллоева, Очилхана Отахонова, Тургуна Алиматова.